# Alloperla natchez
Alloperla natchez is een steenvlieg uit de familie groene steenvliegen (Chloroperlidae). De wetenschappelijke naam van de soort is voor het eerst geldig gepubliceerd in 1980 door Surdick & Stark.